# کنجی کویانو
کنجی کویانو (انگلیسی: Kenji Koyano؛ زادهٔ ۲۲ ژوئن ۱۹۸۸) بازیکن فوتبال اهل ژاپن است.
از باشگاه‌هایی که در آن بازی کرده‌است می‌توان به باشگاه فوتبال کاشیما آنتلرز و باشگاه فوتبال آلبیرکس نیگاتا اشاره کرد.